# جيمس روذرفورد
جيمس روذرفورد هو سياسي كندي، ولد في 22 أغسطس 1875، وتوفي في 27 فبراير 1939. حزبياً، نشط في الحزب الليبرالي الكندي. وقد انتخب عضو مجلس العموم الكندي.